# Битва за Нанкин
Би́тва за Нанки́н (кит. трад. 南京保衛戰, упр. 南京保卫战, пиньинь Nánjīng Bǎowèi Zhàn, палл. Наньцзин баовэй чжань) — сражение Второй японо-китайской войны. Оно началось после отступления китайских войск от Шанхая 9 октября 1937 года и закончилось захватом Нанкина японскими войсками 13 декабря 1937 года. Правительство Китайской Республики эвакуировалось в Ухань. После отхода китайских войск на другой берег реки Янцзы в Нанкин вошли японские войска. В течение нескольких недель японские солдаты убивали, пытали и насиловали жителей Нанкина. Количество убитого мирного населения — около 300 000.

## Предыстория
После Мукденского инцидента 1931 года Япония начала своё вторжение в Маньчжурию. Так как коммунисты и Гоминьдан участвовали в гражданской войне в Китае, они не смогли противостоять внешней угрозе, и японцы быстро захватили города на северо-востоке Китая.
В 1933 году по указанию китайского правительства были созданы 3 оборонительные зоны для координации обороны в дельте Янцзы — Нанкин, Нанкин-Ханчжоу и Нанкин-Шанхай. В 1934 году началось строительство серии оборонительных укреплений для облегчения обороны в глубину. Две таких линии — линия Уфу между Сучжоу и Фушанем и линия Сичэн между Уси и Цзянъинем — были построены для защиты Нанкина, если Шанхай будет захвачен потенциальным противником.
Весной 1937 года, за месяц до начала Второй японо-китайской войны, эти две оборонительные линии были построены. Тем не менее, подготовка необходимого персонала для обслуживания и обороны этих линий не была завершена до начала войны.
В 1937 году коммунисты и гоминьдановцы договорились создать единый фронт борьбы с японской агрессией. Гоминьдан официально начал тотальную защиту от японской угрозы. Но китайская армия была плохо обучена и слабо вооружена, что и обусловило поражение в битве за Нанкин.
22 сентября 1937 года японская императорская воздушная армия начала бомбардировки Нанкина. Большинство бомб упало на невоенные цели. Южный Нанкин — самый оживленный и густонаселенный — пострадал наиболее сильно. Самые разрушительные бомбардировки произошли 25 сентября. С 9:30 утра и до 16:30 японские самолеты совершили в общей сложности 95 боевых вылетов, сбросив около 500 авиабомб. В результате этого налёта на Нанкин пострадало около 600 мирных жителей. Подвергался бомбардировке и лагерь беженцев в Сягуане, расположенный в окрестностях Нанкина около реки Янцзы, в результате чего пострадало более 100 человек. В дополнение к бомбардировке объектов инфраструктуры, таких как электростанции, водопроводные сооружения и радиостанция, японцы также сбросили бомбы на центральную больницу, несмотря на то, что на её крыше был нарисован огромный красный крест.
Бомбардировка мирного населения вызвала бурю негодования со стороны западных государств, завершившуюся принятием резолюции Дальневосточного консультативного комитета Лиги Наций.
СССР активно помогал Китаю в борьбе с Японской империей. В небе над Нанкином японской авиации активно противодействовали самолёты И-16 и И-15.
В октябре Шанхайская экспедиционная армия японцев была подкреплена 10-й армией под командованием генерал-лейтенанта Хэйсукэ Янагавы. 7 ноября был создан японский Центрально-Китайский фронт, состоявший из Шанхайской экспедиционной армии (16-я, 9-я, 13-я, 3-я, 11-я, и 101-я дивизии) и 10-й армии (6-я, 18-я, и 114-я дивизии).
11 ноября 1937 года китайские войска стали неорганизованно отступать от Шанхая. В ходе отступления они не смогли организовать оборону вокруг Уси, что позволило японской армии без задержек продолжить наступление. В то же время японская Шанхайская экспедиционная армия предложила Императорской Ставке атаковать Нанкин. План атаки был утверждён.
Решение Чан Кайши бросить элитные ударные части в битву за Шанхай привело к тому, что эти части потеряли до 60 % личного состава. В битве за Нанкин участвовали новобранцы, что и стало одной из причин поражения в этой битве Китайской Республики. Из-за неорганизованного отступления китайских войск японские войска сумели взломать оборону Куньшаня 10 ноября.
Японская армия начала наступление на Нанкин 11 ноября 1937 года, подступая к городу с разных направлений. Темп японского наступления был таков, что почти все японские подразделения преодолели расстояние около 400 километров примерно за месяц.
Японцы несколько раз сражались с китайскими солдатами по пути в Нанкин. Как правило, японские части сильно превосходили китайские. Как только японские войска приблизились к Нанкину, частота и ожесточённость борьбы возросла.
Оборонительная линия Уфу рухнула 19 ноября, а линия Сичэн была захвачена 26 ноября.
В середине ноября, когда японцы окончательно захватили Шанхай, Чан Кайши понял, что он не может рисковать полным уничтожением элитных частей, которые должны были организовать оборону столицы. Чан Кайши решил следовать оборонительной стратегии, используя обширную территорию Китая для превращения войны из быстротечной в затяжную. Это стало одной из причин для перенесения столицы Китая из Нанкина в Ухань.
Чан принял решение о переносе столицы 16 ноября. Однако публичное заявление было сделано только 20 ноября.
В середине ноября налёты японской авиации на город усилились. После объявления Чан Кайши о переносе столицы увеличился поток беженцев из города. Неделю спустя, 27 ноября, командующий войсками округа Тан Шэнчжи выдает рекомендацию для иностранных резидентов в Нанкине, призывая их уйти, и предупреждает, что не может гарантировать безопасность кого-либо в городе, даже иностранцев.
Когда японская армия приблизилась к городу, бегство из города приняло массовый характер. Народ в панике бежал не только из-за возможности сражения за город, но и из-за тактики «выжженной земли», применяемой японской армией. В свою очередь и китайцами применялась такая тактика. 31 июля Гоминьдан сделал заявление, что китайцы полны решимости превратить каждый кусок своей земли в золу, но не передать их противнику. Одним из следствий этой стратегии «выжженной земли» было то, что многие мирным жителям было сложно покинуть город из-за разрушения транспортной инфраструктуры.
К началу декабря японские войска достигли окраин Нанкина. 1 декабря японский Центрально-Китайский фронт получил приказ № 8, по которому ему предписывают занять Нанкин. 2 декабря император Хирохито назначил принца Асаку Ясухико командиром сил вторжения.

## Решение о защите Нанкина
Несмотря на осознание того, что войска, которые будут оборонять город, будут уничтожены в тщетной обороне столицы, Чан Кайши решил оборонять город. Он хорошо понимал, что если в случае отказа от обороны его политической репутации будет нанесён серьёзный ущерб. Нанкин был не только столицей страны, в нём располагался мавзолей Сунь Ятсена — основателя Гоминьдана. Добровольцев, готовых оборонять город, среди старших офицеров было мало, так как все они понимали тщетность усилий по защите города.
Чан Кайши назначил Тан Шэнчжи начальником обороны города. Главной причиной назначения Тана на должность было то, что он поддерживал позицию Чана по обороне города, считая город символом нации. Вера Чана в Тана была главным образом построена на участии Тана в Северном походе в 1927 году, в котором Тан привел свои войска в провинцию Хунань, чтобы поддержать националистов.

## Планы по обороне города

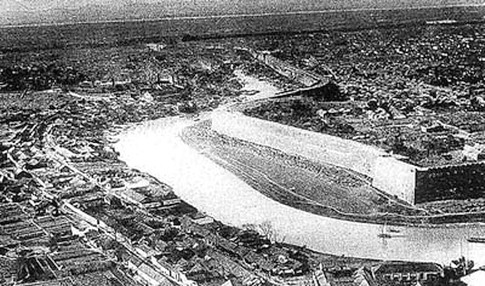
Аэрофотосъемка городской стены в Нанкине, 1930 год

После назначения на должность начальника обороны Нанкина Тан Шэнчжи объявил публично, что он связывает свою судьбу с Нанкином. В сообщении для иностранной прессы он объявил, что город не сдастся и будет бороться до конца.
Нанкин был городом-крепостью с 19 воротами, двое из которых были железнодорожными. Город граничит с рекой Янцзы на севере и на западе. Стены Нанкина были около 15-20 метров в высоту и 10 метров в ширину. Пулеметные огневые точки были расположены в верхней части стены. Тан Шэнчжи разработал двухступенчатую защиту: защита отдаленных пригородов и защита городских стен и ворот.
Тан сумел собрать около 100 000 человек, в основном неподготовленных призывников, а также военнослужащих, прошедших тяжёлые бои в Шанхае.

## Ход битвы
7 декабря Мацуи Иванэ приказал осадить Нанкин.

### Крах китайской обороны
Защита Нанкина не сработала так, как было предусмотрено планом, который потерпел крах с самого начала. Китайские войска, поддавшись панике, отказывались подчиняться любым приказам. Чан Кайши, который уже уехал в Ухань, предоставил Тану право стрелять в любого, кто не подчинился его приказу или дезертировал, но Тан не смог выполнить это указание, потому что из Нанкина бежали сотни солдат, усиливая панику в городе.
Тан понял, что оборона города безнадёжна. Учитывая мрачные обстоятельства, соратники Чана и даже сам Чан также смирились с этой реальностью. Тем не менее Чан Кайши не желал бросить столицу без боя, и никто другой не осмелился бы принять такое решение, чтобы не вызвать на себя гнев китайской общественности. Чан Кайши приказал Тану продолжать оборону.
После сдачи японцам линии Сичэн 26 ноября, 36-й и 88-й дивизии и 10-й, 66-й, 74-й и 83-й армиям было приказано оказать помощь в обороне Нанкина. Поскольку все эти подразделения были заняты в сражениях в течение достаточно долгого времени, их людские резервы были исчерпаны. Эти подразделения направились в Нанкин. Однако по пути в город они были вовлечены в несколько боев и не смогли перегруппироваться. Большинство солдат 10-й армии были новобранцами без каких-либо боевых навыков, что существенно снизило её эффективность. Начиная с 5 декабря бои шли при Таншане и Чуньхуачжэне.

### Начало осады города

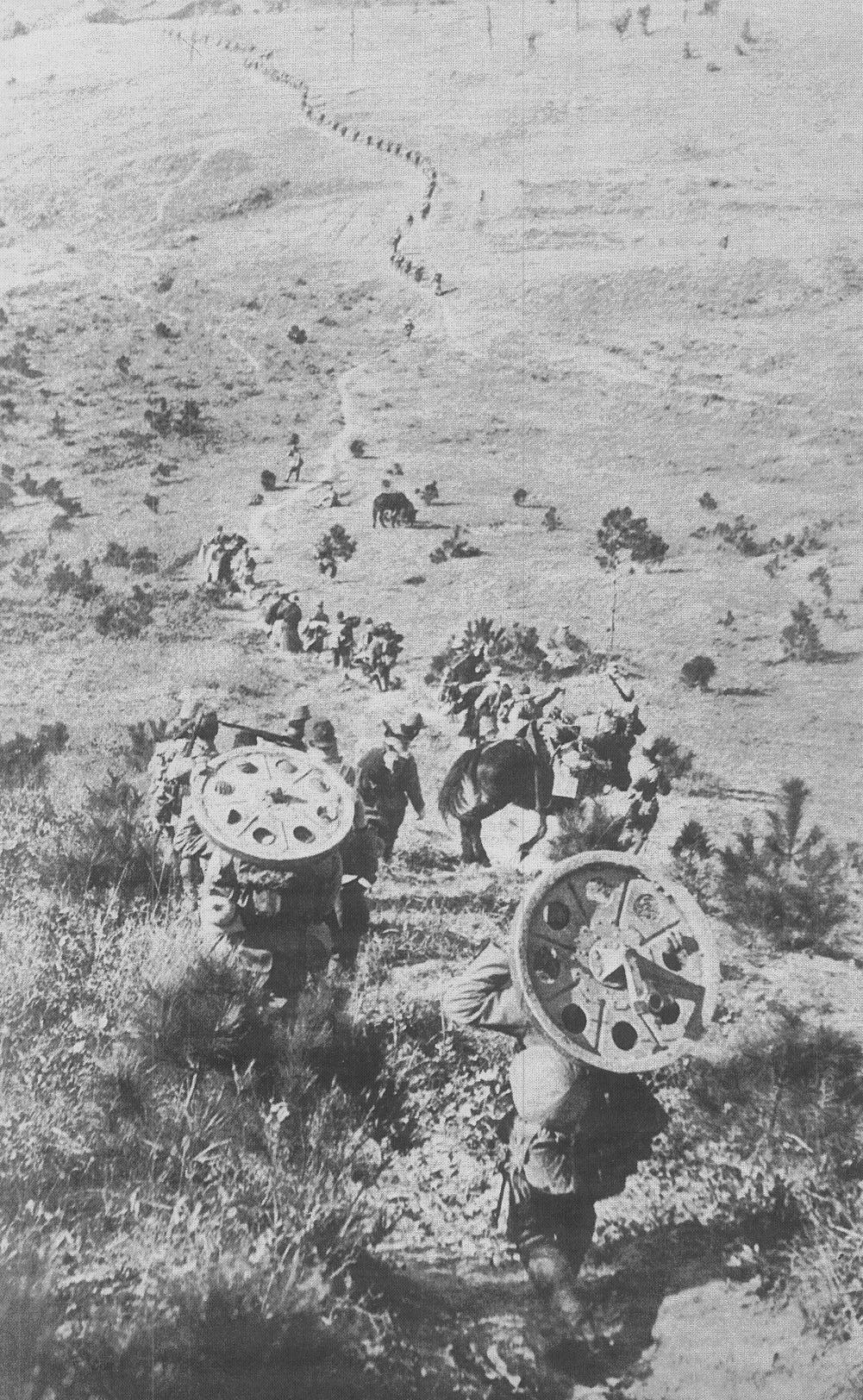
Японцы охватывают город в кольцо окружения

8 декабря Таншань пал. Вынужденные покинуть свои позиции в Фуко, китайские войска преследовались неотступно со стороны противника.
Японские военные продолжали двигаться вперед, с боями продвигаясь в центр города. 9 декабря японские войска продвинулись к городской стене Нанкина. В полдень того же дня войска разбрасывали листовки в городе, призывая сдаться в течение 24 часов.
Когда японская армия стала сбрасывать листовки с призывом к капитуляции, Тан публично выразил своё негодование, однако продолжал вести переговоры с японским командованием о перемирии, чтобы сохранить город и его жителей.
Члены Международного комитета по Нанкинской зоне безопасности связались с Таном и предложили план, о трёхдневном прекращении огня и отходе китайских войск. Тан был согласен с этим предложением, но Международный комитет должен был согласовать это предложение с Чан Кайши, который отказался от этого предложения.

### Начало атаки
Японское командование ждало ответ на своё требование о капитуляции. Когда ни один китайский парламентер не прибыл до указанного срока, генерал Иванэ Мацуи приказал начать штурм города.
Японская армия начала штурм крепости с нескольких направлений. Ворота были первым грозным препятствием на пути японцев. Ворота с южной стороны стены крепости и с восточной стали ареной для тяжелых боев, которые последовали после начала штурма японцами Нанкина. Первыми воротами, которых достигла японская пехота, были ворота Гуанхуа, расположенные между воротами Чжуншань и воротами Чжунхуа.
16-я дивизия Шанхайского экспедиционного корпуса атаковали трое ворот с восточной стороны, 6-я дивизия 10-й армии японцев начала наступление на западные стены, а 9-я дивизия корпуса атаковала часть стены между ними.

### Нападение на ворота Гуанхуа

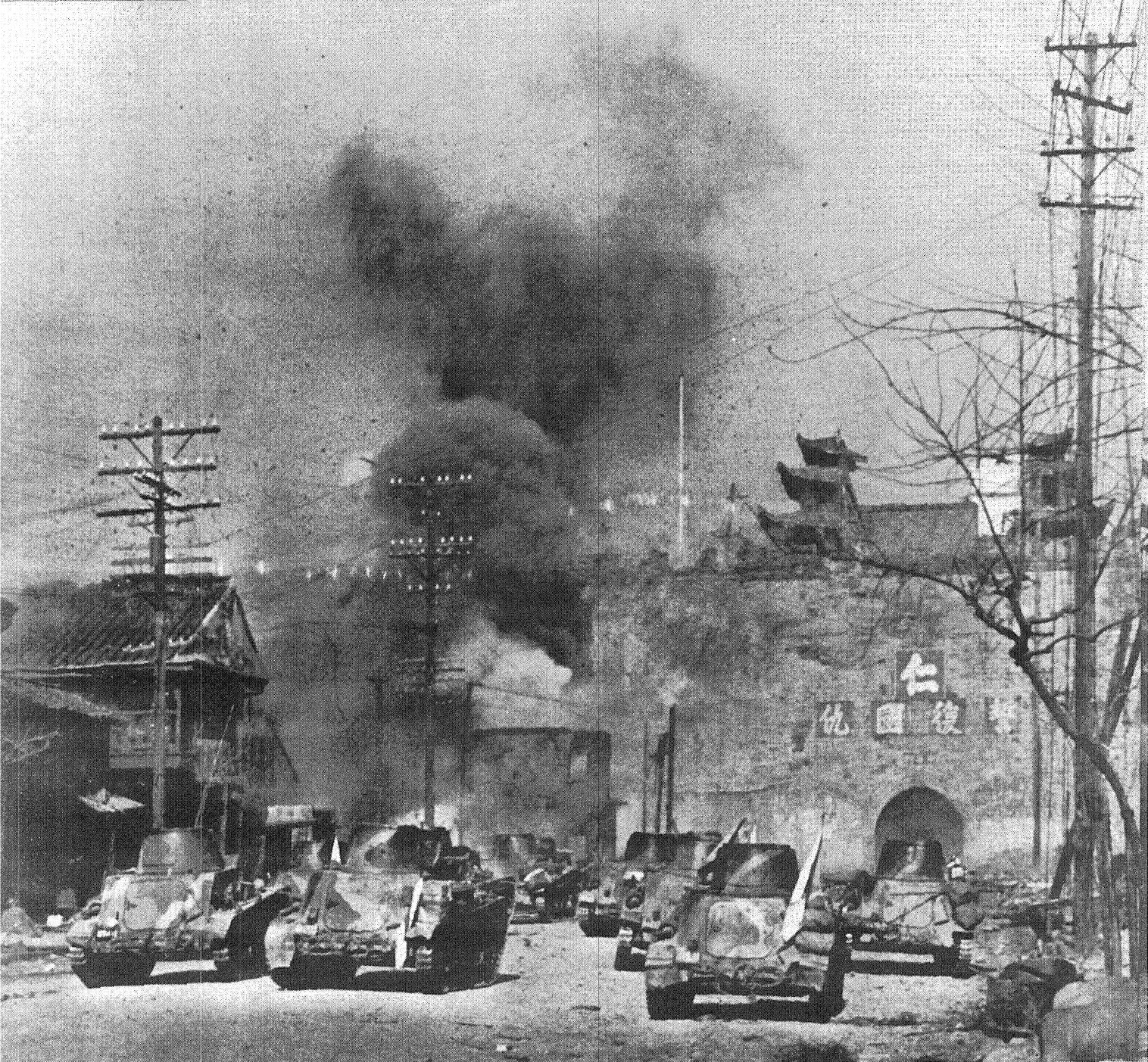
Взрыв у китайских ворот

На рассвете 9 декабря японский 36-й пехотный полк, прикрепленный к 9-й дивизии из Канадзавы, пробился с боями к воротам Гуанхуа. Стена, в которой были располождены ворота Гуанхуа, была около 13 метров в высоту. Перед стеной был ров, который был примерно 135 метров в ширину. Противотанковые рвы заблокировали дорогу, ведущую к воротам. Дула пулеметов торчали из амбразур в верхней части стены и были направлены непосредственно на японские позиции.
Атака на ворота Гуанхуа началась в 2 часа ночи. Но ворота были прикрыты плотным огнём настолько хорошо, что атака захлебнулась.
Японские войска применили артиллерию против этих ворот. В результате обстрела часть стены разрушилась. 1-й батальон 36-го пехотного полка атаковал брешь в стене и захватил внешние ворота.
Ворота Гуанхуа защищали элитные части китайской армии. На следующий день внутренние ворота были укреплены баррикадами из мешков с песком и покрыты проволочными заграждениями.
После продолжительных боев японские войска в 6 утра 13 декабря захватили ворота Гуанхуа.

### Инцидент с «Панаем»

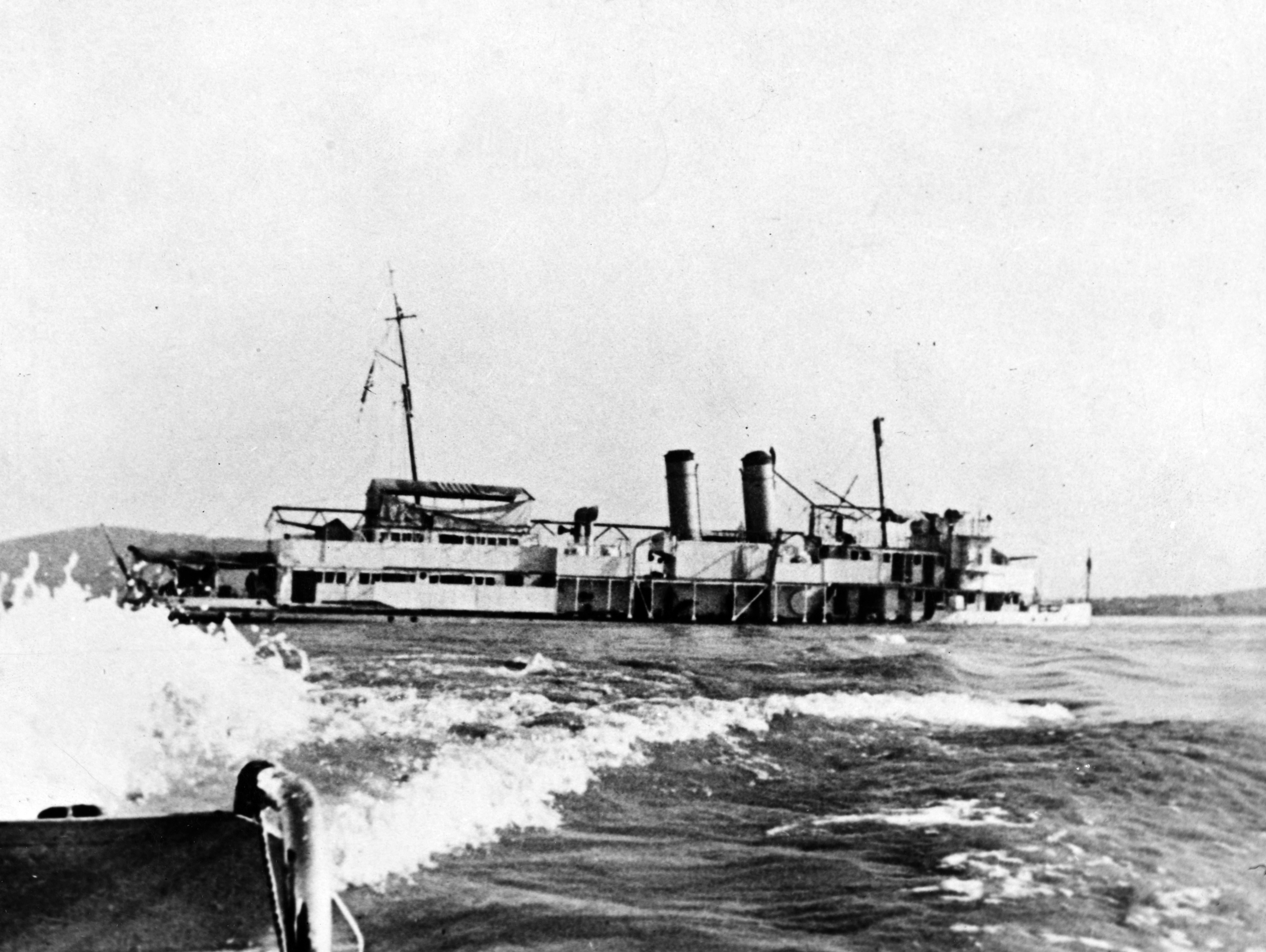
USS «Панай» после налёта японских бомбардировщиков

12 декабря американская канонерская лодка «Панай» и три танкера были пришвартованы в реке Янцзы, недалеко от Нанкина. Хоть «Панай» и был под американским флагом, конвой попал под бомбардировку трёх B4Y Тип 96 и девяти A4N Тип 95 в 1:27 ночи. «Панай» затонул в 3:54 утра. Жертвами бомбардировки стали три человека. Потопление «Паная» не оказало существенное влияние на исход битвы за Нанкин.

### Разгром китайских сил

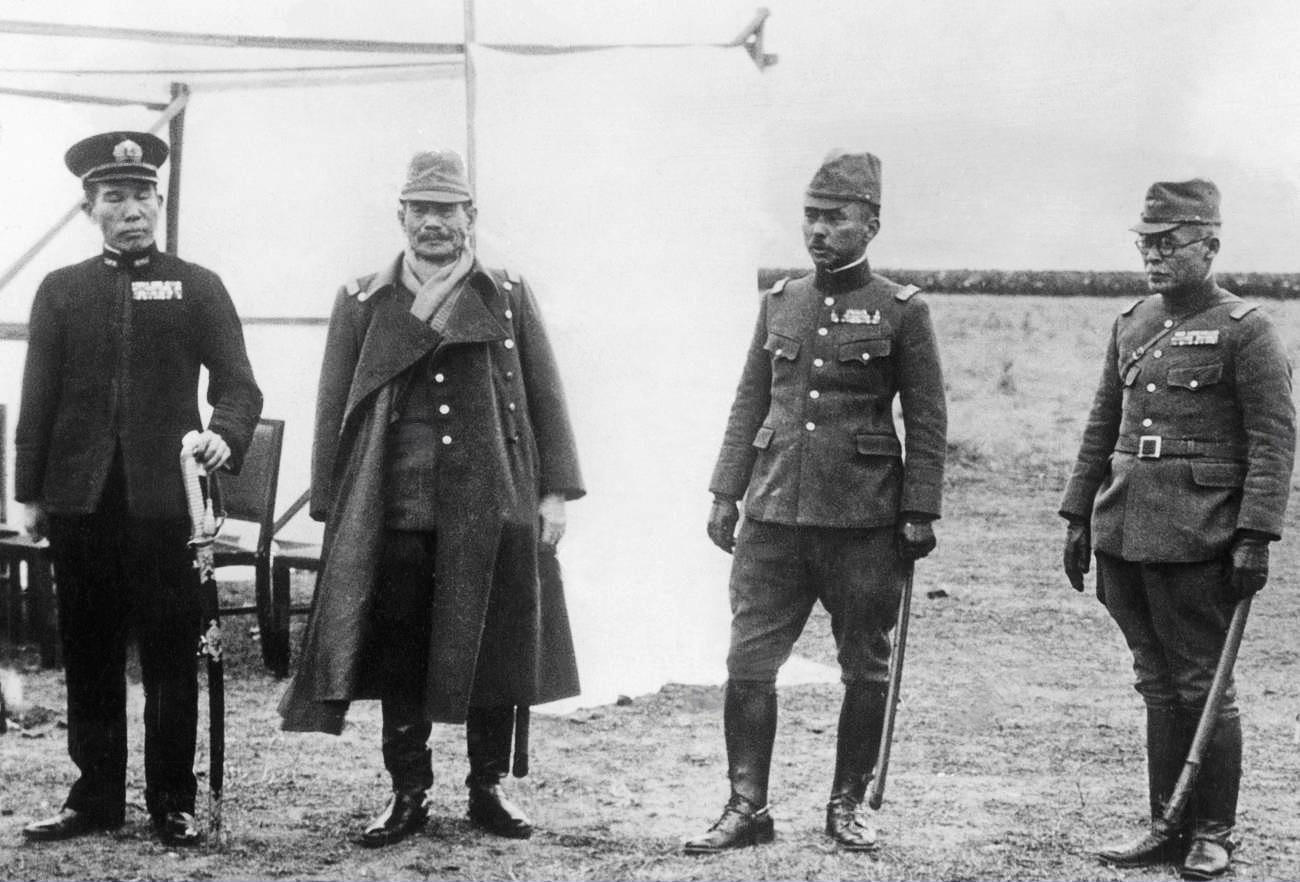
Японские военачальники Киёси Хасэгава, Иванэ Мацуи, принц Ясухико и Хейсукэ Янагава на церемонии поминовения погибших на аэродроме в Нанкине 18 декабря 1937 года.

12 декабря 1937 года Тан Шэнчжи эвакуировался из города вместе со штабом командования китайских сил в Нанкине. Его уход усилил военную путаницу среди военных подразделений, которые остались в городе.
Генеральный план отступления — так же как и план обороны города — не был полностью реализован. Отступление превратилось в хаотичное бегство. Только 2 полка отступили согласно плану.
13 декабря японская армия завершила окружение города. 6-я и 114-я дивизии японской армии первыми вошли в город. В то же время 9-я дивизия вступает в город через ворота Гуанхуа, а 16-я дивизия — через ворота Тайпин. К вечеру Нанкин был полностью захвачен.
Во второй половине дня 13 декабря штаб Шанхайского экспедиционного корпуса попал в засаду отступающих китайских войск. Японцы отразили нападение, но атака повторилась в 5 вечера. Эта атака также была отражена.

## Резня в Нанкине
В течение следующих шести недель в Нанкине происходили события, которые в дальнейшем получили название «Резня в Нанкине». Тысячи жертв закалывали штыками, отрезали головы, людей сжигали, закапывали живьём, у женщин вспарывали животы и выворачивали внутренности наружу, убивали маленьких детей. Насиловали, а потом зверски убивали не только взрослых женщин, но и маленьких девочек, а также женщин преклонного возраста.
Японские солдаты начали практиковать свою популярную практику «трёх дочиста» — «выжигай дочиста», «убивай всех дочиста», «грабь дочиста». Всего за шесть недель было убито около 300 тыс. человек, более 20 000 женщин было изнасиловано. Террор превышал всякое воображение. Даже немецкий консул в официальном докладе описывал поведение японских солдат как «зверское».

## Итоги
Вскоре после битвы за Нанкин несколько городов, в том числе Сюйчжоу и Ухань, были захвачены японскими войсками. Кроме того, китайское правительство, пытаясь замедлить продвижение японских сил, вызвало в 1938 году наводнение на Хуанхэ, которое охватило три провинции.
Потери среди мирного населения Нанкина за шесть недель оккупации составили убитыми около 300 тыс. человек и более 20 000 женщин было изнасиловано, среди военнослужащих потери китайской армии относились к потерям японской как 5:1.